# Raymond Ceillier
Marie Raymond Ceillier (* 9. Juni 1884 im 9. Arrondissement, Paris, Département Seine; † 22. November 1955 in Toulon, Département Var) war ein Konteradmiral der französischen Marine.

## Leben

### Ausbildung zum Marineoffizier und Erster Weltkrieg
Ceillier, Sohn des Börsenmaklers Marie Eugène Ceillier und dessen Ehefrau Marie Thérèse Barlatier de Mas, begann nach dem Schulbesuch 1900 eine Ausbildung zum Marineoffizier an der Marineschule (École Navale) sowie auf dem Schulschiff Duguay-Trouin. Am 5. Oktober 1903 wurde er zum Militärhafen Toulon versetzt sowie am 1. Januar 1904 auf das zur Charlemagne-Klasse gehörende, von Jules Nény kommandierte Linienschiff Saint-Louis des Mittelmeergeschwaders (Escadre de Méditerranée). Dort erfolgte am 5. Oktober 1905 seine Beförderung zum Leutnant zur See (Enseigne de vaisseau de deuxième classe), ehe er am 1. Januar 1906 auf das zum Fernostgeschwader (Escadre d’Extrême-Orient) gehörende Kanonenboot Décidée versetzt wurde. Danach folgte vom 1. Januar 1908 bis 1. Januar 1909 eine erneute Verwendung im Militärhafen Toulon sowie im Anschluss zwischen dem 1. Januar 1909 und dem 1. Januar 1911 auf dem in Konstantinopel stationierten Aviso Jeanne-Blanche. Nach einer erneuten Verwendung im Militärhafen Toulon wurde er am 7. April 1911 zum U-Boot Argonaute im U-Boot-Stützpunkt im Militärhafen Toulon versetzt, wo am 7. Januar 1913 seine Beförderung zum Kapitänleutnant (Lieutenant de Vaisseau) erfolgte.
Am 1. Januar 1914 wurde Ceillier Offizier auf dem zur Marineabteilung Fernost (Division navale de l’Extrême-Orient) gehörenden Panzerkreuzer Dupleix und 1915 zur Marinefüsilierbrigade (Brigade de fusiliers marins) versetzt, in der er vom 25. April bis 5. Mai 1915 während der Schlacht von Gallipoli am Gefecht von Sedd ul Bahr teilnahm. Für seine dortigen Verdienste wurde ihm am 31. Juli 1915 das Ritterkreuz der Ehrenlegion sowie das Croix de guerre verliehen. Im Anschluss war er von Oktober 1916 bis Mai 1918 Kommandant des Kanonenbootes Courageuse, das zur Patrouillenabteilung im östlichen Mittelmeer gehörte.

### Nachkriegszeit und Aufstieg zum Konteradmiral

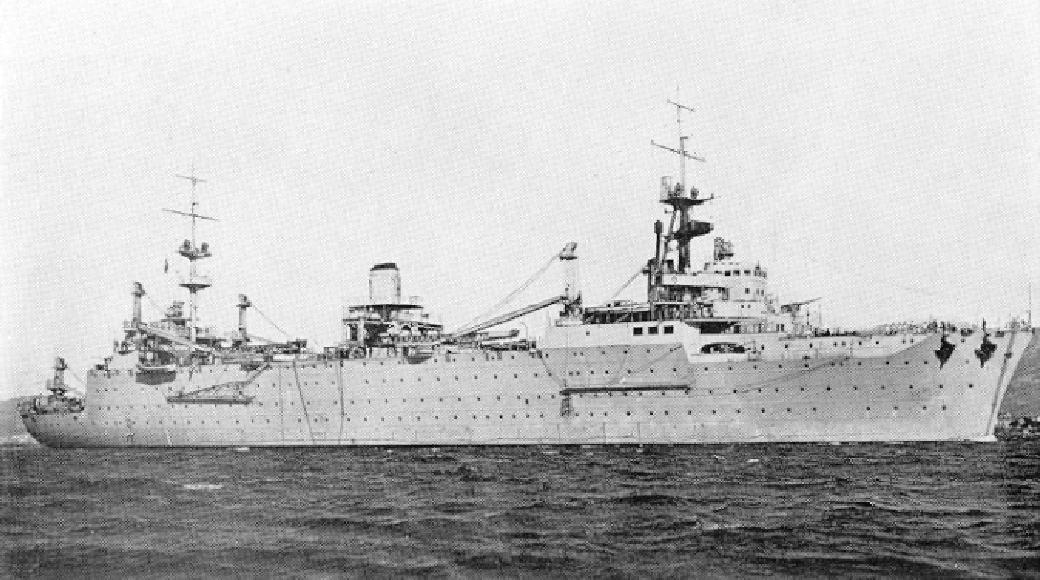
Am 18. April 1932 wurde Kapitän zur See Ceillier erster Kommandant des neu in Dienst gestellten Flugzeugmutterschiffes Commandant Teste

Ceillier, der am 1. August 1920 zum Korvettenkapitän (Capitaine de Corvette) befördert wurde, fand ab dem 1. Januar 1921 zunächst erneut Verwendung im Militärhafen von Toulon. Am 30. April 1921 wurde ihm auch das Offizierskreuz der Ehrenlegion verliehen. Danach war er zwischen 1921 und 1928 als Offizier im Stab des Generalresidenten für Französisch-Marokko, Hubert Lyautey beziehungsweise ab 1925 von dessen Nachfolger Théodore Steeg. Dort erfolgte am 14. Juni 1923 seine Beförderung zum Fregattenkapitän (Capitaine de Frégate). Nach seiner Rückkehr nach Frankreich wurde er 1928 Offiziershörer am Zentrum für höhere Marinestudien (Centre des Hautes Études Navales) und erhielt dort am 11. November 1929 seine Beförderung zum Kapitän zur See (Capitaine de Vaisseau). Nach einer neuerlichen Verwendung im Militärhafen Toulon ab dem 1. Januar 1932 wurde er am 18. April 1932 erster Kommandant des neu in Dienst gestellten Flugzeugmutterschiffes Commandant Teste. 
Am 31. Mai 1936 wurde Ceillier Kommandeur der Marinefliegerverbände der Marineregion 3 (Commandement de l’aéronautique maritime de la 3e région maritime). Am 23. Juni 1939 wurde er zum Konteradmiral (Contre-amiral) befördert und übernahm 1939 die Posten als Chef des Stabes der Marineregion 4 sowie als Kommandant des Marinearsenals Bizerta. Am 1. Januar 1940 wurde er Kommandeur der Ehrenlegion.
Aus seiner Ehe mit Simone Grasset, deren Vater Vizeadmiral Albert Grasset zwischen 1921 und 1924 Chef des Generalstabes der Marine war, ging eine Tochter vor.

## Veröffentlichungen
- Les idées stratégiques en France de 1870 à 1914, 1928
- L’évolution de la pensée navale, 1928